# تشارلز هال (سائق سيارة سباق)
تشارلز هال (بالإنجليزية: Charles Hall)‏ هو سائق سيارة سباق بريطاني، ولد في 13 نوفمبر 1979.